# برج باجي مختار
برج باجي مختار  وتُختصر برج المختار إحدى بلديات ولاية برج باجي مختار، توجد في أقصى جنوب الولاية، وتتميز بتربية المواشي وخاصة الإبل حيث يقام بها سنويا تظاهرة عيد الجمل والذي تعرض من خلاله مختلف الصناعات التقليدية للمنطقة وتقام من خلاله سباقات للمهاري وهي البوابة الأفريقية للجزائر الأولى وتتميز برج باجي مختار بالاحتفالات الرائعة مثل تضاهرة عيد الجمل وهذا ما يجلب السياح إليها في كل سنة، كانت دائرة ثم ولاية منتدبة لكنها أصبحت الآن ولاية رسمية، من دون شك تعاني من نقص في البنايات المتطورة لسبب الفقر، وتعتبر من المدن الاقتصادية نظرا لموقعها المهم ويقوم سكانها بتبادل المواد الغدائية بالغنم وهو مصدر اللحوم الحمراء للولاية.

## الموقع
يحدها من الشمال بلدية رقان ومن الشرق ولاية تمنراست وبلدية تيمياوين ومن الغرب والجنوب جمهورية مالي

## أصل التسمية

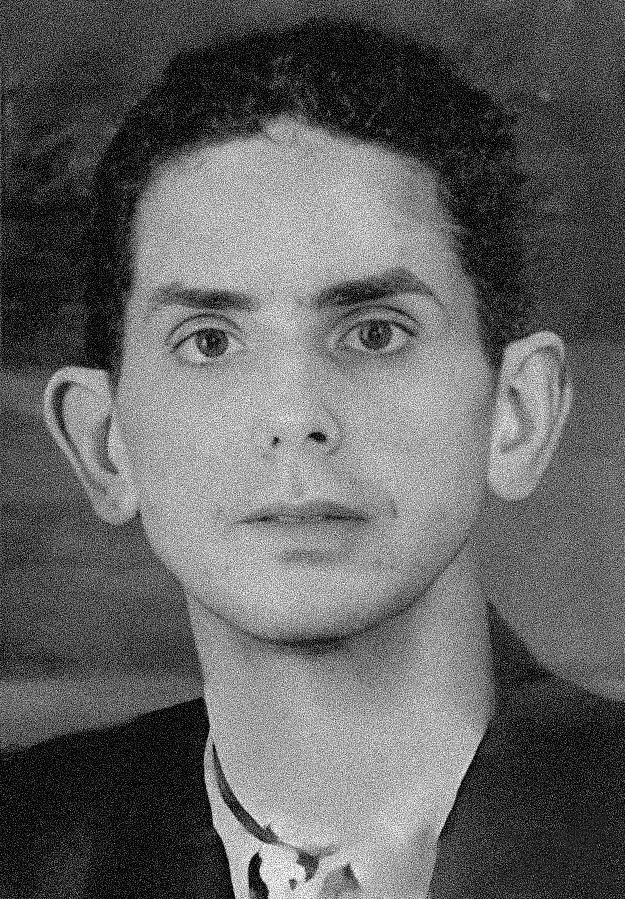
الشهيد باجي مختار

كانت المنطقة تسمى إندق قديما والتي تعني الطينية وذلك لطبيعة المنطقة الطينية وبعد الاستقلال سميت هذه المدينة نسبة إلى الشهيد باجي مختار (17 أفريل 1919 عنابة - 19 نوفمبر 1955 مجاز الصفاء - قالمة).

## اللهجة المحلية
يتكلم سكانها الطارقية «نسبة إلى الطوارق أو كل 'تماشق' السكان الأصليين للمنطقة» وكذا اللغة العربية كلغة ثانية.

## النقل
- مطار برج باجي مختار

## الصحة
- مستشفى باجي مختار.
- المركز الطبي البيداغوجي للتكفل بالأطفال من ذوي الأحتياجات الخاصة.

يعتبر مشروع مستشفى الجديد 60 سريرا الذي وصلت نسبة الأشغال به مراحلها الأخيرة، قبل دعمه بالتجهيزات والطواقم الطبية بدائرة برج باجي مختار، هذا ويعتبر المرفق المذكور من المكاسب الصحية الهامة التي سعت السلطات المعنية إلى إنجازها وتسليمها في الآجال المحددة، بعدما رصد للعملية المذكورة ما قيمته 68 مليار سنتيم،

## التنمية
تشهد دائرة برج باجي مختار الحدودية التي تبعد 800 كلم جنوب ولاية أدرار وتيرة تنموية مطردة من خلال المشاريع الحيوية الهامة التي توجد قيد الإنجاز وستعزز هذه الوتيرة أكثر من خلال تخصيص جملة المشاريع التي أستفادت منها برج باجي مختار الحدودية عملية لأنجاز متوسطة قاعدة 5 ستساهم في تخفيف الضغط على المتوسطة الوحيدة بالبلدية والتي تعاني من الأكتظاظ جراء ضمها ل 900 متمدرس إلى جانب مستشفى 60 سريرا لا زالت الأشغال به متواصلة وقاعة متعددة الرياضات يرتقب أستلامها نهاية السنة الجارية (2016) إضافة إلى عملية للتهيئة العمرانية ل 260 مسكن ريفي ومسبح بلدي.

## قطاع التربية والتكوين
ما بالنسبة لقطاعات التربية، التكوين، الثقافة والتضامن، فقد استفادت البلدية من مشروع لإنجاز متوسطة ومدرستين، إلى جانب مكتبة للمطالعة العمومية وملحقة، ويتم تجسيد مشروع مركز للتكوين المهني ببلدية تيمياوين سيساهم في تأطير الفتيات بشكل أساسي، بمنحهن مؤهلات مهنية في عدة نشاطات وحرف، لاسيما الخياطة وصناعة الجلود.

## الرياضة
وفي قطاعي الشباب والرياضة، حققت الدائرة قفزة «نوعية» في هذا المجال من خلال إنجاز قاعة متعددة الرياضات وملعبين بلديين ومسبح شبه أولمبي، إضافة إلى بيتين للشباب بكلا البلديتين، فيما يجري تشييد هذه الهياكل الشبانية والرياضية بنوعية «جيدة».

## السياحة
تعتبر حديقة عبد المالك أهم معلم يمكن زيارته بالقرية، الحديقة عبارة عن إستثمار خاص تحوي مقهى بسيط ومسبح في طور الإنجاز وغرف تقليدية مبنية من الخشب والقش المحليين وسعف النخيل.

## عيد الجمل
مجموعة من العروض والاستعراضات والأهازيج الفلكلورية. وتشهد التظاهرة التي تادوم ثلاثة أيام بمشاركة أزيد من 70 جمعية محلية ثقافية وتراثية ورياضية وإقامة أنشطة عديدة تستقطب جموعا غفيرة من المواطنين الذي وفدوا على المنطقة من مختلف الولايات المجاورة.
كما تنظم منافسة رياضية لسباق المهاري ومعرض للصناعة التقليدية داخل الخيام التي تنصب في الفضاء المخصص لميدان الاحتفال بالتظاهرة على مشارف مدينة برج باجي مختار والذي تحي فيه سهرات موسيقية في مختلف الطبوع الغنائية المحلية على غرار التيندي وتاكوبا وخوميسة والطرب الحساني.

## المطبخ المحلي
تشتهر المدينة بطبق "التاقلة" الذي يقدم مع اللبن واللحم وهو الطبق المفضل لدى السكان.

## وصلات خارجية
- مشاريع واعدة
- برج باجي مختار أحّر منطقة على الكرة الأرضية.
- برج باجي المختار عزلة وحرارة وتنمية بطيئة.
- وثائقي عن برج باجي مختار بعدما أصبحت ولاية منتدبة على يوتيوب

## اِتفاقيات التوأمة والصداقة
- الجزائر - سوق أهراس، [6] يوم الثلاثاء، 25 تشرين الثاني (نوفمبر) 2014.